# Stenelmis knobeli
Stenelmis knobeli là một loài bọ cánh cứng trong họ Elmidae.